# Ertrag (Landwirtschaft)
Ertrag ist in der Landwirtschaft die Menge der durch die Agrarproduktion gewonnenen Agrarprodukte.

## Allgemeines
Der heutige Ertragsbegriff in Betriebswirtschaftslehre und Volkswirtschaftslehre stammt ursprünglich aus der Landwirtschaft. Der Ertrag entsteht hier durch die Ernte von auf Agrarflächen wachsenden Agrarprodukten. Der Ernteertrag ist in der Landwirtschaftsstatistik bei Feldfrüchten und Grünland die eingebrachte Ernte, für Getreide auf 14 % Feuchtigkeit umgerechnet, bei Gemüse und Obst die marktfähige Ware und bei Wein die eingebrachte Ernte. Gemessen wurde und wird der Bodenertrag in Mengeneinheiten wie Stück, Kilogramm, Zentner oder Tonnen. Die Produktivität ergibt sich aus dem Verhältnis des Ertrages zur  Agrarfläche (Flächenertrag), die meist in Hektar angegeben wird (Hektarertrag). Diese ist bei intensiver Landnutzung oder industrieller Landwirtschaft am höchsten.

## Wirtschaftliche Aspekte
Alexander von Lengerke definierte den landwirtschaftlichen Ertrag 1837 wie folgt: „Ertrag nennt man im landwirtschaftlichen Sinne den Wert oder die Menge der Erzeugnisse der Äcker und Wiesen, den Nutzen von der Viehzucht, aber auch jeden Gewinn von irgendeinem landwirtschaftlichen Gewerbezweig.“ Eine weite Definition folgte 1878 in einem Lexikon: „Ertrag im landwirtschaftlichen Sinne ist die Menge oder der Geldwert der Erzeugnisse der Grundstücke, der Viehbestände und der Nebengewerbe aller Art…“ Das Lexikon erwähnte den Ertrag der Felder, Wiesen, Gärten, Gehölze, Fischteiche und Gewässer, Pferde-, Rinder-, Schaf- oder Schweinezucht, Mühlen, Brennereien, Ziegeleien, Steinbrüche, Kiesgruben und Torfmoore.
Am Ernteertrag von Kartoffeln kann beispielsweise abgelesen werden, wie sich die Produktivität verändert und wie sich die Witterungseinflüsse auswirken. Wurden im Jahre 2008 insgesamt je Hektar 437,6 Dezitonnen in Deutschland geerntet, waren es 2017 rund 467,9 dt. Im Folgejahr 2018 fiel der Hektarertrag mit 353,8 dt 24 % geringer aus als der Hektarertrag aus 2017, was mit der Trockenheit im Sommer 2018 zusammenhing. Eine Veränderung der Agrarfläche wirkt sich nicht aus, weil der Hektarertrag gemessen wird.
Um die Qualität der Produkte sicherzustellen und übermäßige Erträge zu vermeiden, die zu Marktstörungen führen können, verlangt das Gemeinschaftsrecht Hektarhöchsterträge festzusetzen. Die Festsetzung erfolgt durch die jeweilige Landesregierung. Der Landwirtschaftskammer ist die Aufgabe übertragen, die Einhaltung der Hektarertragsregelungen aufgrund der Daten z.Bsp. in der Weinbaukartei, der Amtlichen Qualitätsweinprüfung und der Begleitdokumente sicherzustellen.

## Messung
Zur Messung der Produktivität werden die Erträge pro Hektar errechnet. In Norddeutschland liegen wünschenswerte Erträge bei Winterweizen bei etwa 90 dt/ha, so dass von einem Hektar 90 dt = 9 t Weizen geerntet wurden. Da die Sommerformen der Getreidearten weniger Zeit für ihre Entwicklung haben, liegen deren Erträge unter denen der Winterkulturen. Das höhere Ertragsniveau begründet auch den überwiegenden Anbau von Wintergetreide. Rechnet man die Sommer- und Winterernten zusammen, so ergibt sich der Gesamtertrag. Dieser Getreideertrag lag der im Jahre 2017 durchschnittlich weltweit bei 3586 Kilogramm pro Hektar, der von Myanmar oder Guayana gerade erreicht wurde. Über diesem Durchschnitt liegende Staaten weisen eine entsprechend höhere Produktivität auf:
| Land                           | Getreideertrag/ Hektar 2017 |
| ------------------------------ | --------------------------- |
| St. Vincent und die Grenadinen | 26110                       |
| Vereinigte Arabische Emirate   | 23576                       |
| Oman                           | 12964                       |
| Belgien                        | 9051                        |
| Bahamas                        | 8818                        |
| Niederlande                    | 8794                        |
| Irland                         | 8785                        |
| Neuseeland                     | 8464                        |
| Vereinigte Staaten             | 8281                        |
| Neukaledonien                  | 7849                        |
| Ägypten                        | 7311                        |
| Deutschland                    | 7270                        |
| Vereinigtes Königreich         | 7229                        |
| Dänemark                       | 6917                        |
| Frankreich                     | 6875                        |
| Schweiz                        | 6800                        |

Der Getreideertrag pro Hektar nach Getreideart betrug weltweit in der Saison 2017/2018 bei Mais rund 5,6 Tonnen/Hektar, Reis (geschält) 4,6, Weizen 3,5 und Gerste 3,0 Tonnen/Hektar. Durch den hohen Ertrag ist Mais die erntereichste Getreideart der Welt.